# Književnost u 1605.
◄◄ | ◄ | 1602. | 1603. | 1604. | 1605.  | 1606. | 1607. | 1608. | ► | ►►
Arhitektura • Astronomija • Glazba • Kazalište • Kiparstvo • Knjige • Književnost • Kršćanstvo • Medicina • Politika • Pravo • Promet • Slikarstvo • Znanost
Književnost u 1605.

## Svijet

### Književna djela
- Kralj Lear Williama Shakespearea

## Vanjske poveznice
|  | Zajednički poslužitelj ima još gradiva o temi Književnost u 1605. |